# Snowdenia
Snowdenia, rod trava iz podtribusa Cenchrinae, dio tribusa Paniceae, potporodica Panicoideae. Pripada mu 4 vrste jednogodišnjeg raslinja i trajnica iz istočne Afrike i Arapskog poluotoka.

## Vrste
1. Snowdenia microcarpha C.E.Hubb., Uganda
2. Snowdenia mutica (Hochst.) Pilg., Etiopija
3. Snowdenia petitiana (A.Rich.) C.E.Hubb., Etiopija; Uganda; Kenija; Tanzanija; Jemen.
4. Snowdenia polystachya (Fresen.) Pilg., Sudan; Etiopija; Kenija; Tanzanija; Saudijska Arabija (Asir); Jemen.

## Sinonimi
- Beckera Fresen.